# Хмельницкая (станция метро)
«Хмельницкая» («Маросейка», «Ильинские Ворота», «Китай-город-3») — отменённая станция Московского метрополитена на Арбатско-Покровской линии. Должна была быть связана пересадкой с кросс-платформенной станцией «Китай-город» на Калужско-Рижской и Таганско-Краснопресненской линиях. Расположение предполагалось на границе Басманного и Тверского районов (ЦАО). Открытие планировалось на участке между станциями «Площадь Революции» и «Курская».

## История
Станции «Китай-город-3» (изначально «Ильинские ворота») и следующая за ней «Покровские ворота» (также неосуществлённая) предусматривались на перегоне между станциями «Площадь Революции» и «Курская» первоначальным проектом линии, но в принятом Генеральном плане Москвы 1935 года не вошли в число объектов ближней перспективы в целях экономии и ускорения строительства.

## Расположение и пересадки
Станция должна была располагаться под улицей Маросейка в её начале. Со станции были предусмотрены пересадки на станции «Китай-город» (в то время «Площадь Ногина») Калужско-Рижской и Таганско-Краснопресненской линий.

## История замыслов постройки
Как сообщил 19 марта 2008 года Департамент транспорта и связи Москвы, «осуществление такого проекта ранее 2020 года не ожидается».